# Tafese Tesfaye
Tafese Tesfaye (ur. 10 czerwca 1986 w Addis Abebie) – etiopski piłkarz występujący na pozycji pomocnika.

## Kariera klubowa
Tesfaye karierę rozpoczynał w 2004 roku w zespole EEPCo. W 2005 roku przeszedł do klubu Ethiopian Coffee SC. W 2008 roku zdobył z nim Puchar Etiopii oraz Superpuchar Etiopii. W 2010 roku odszedł do jemeńskiego zespołu Al-Tilal SC. W sezonie 2010/2011 został królem strzelców ligi jemeńskiej. W 2011 roku wrócił do Ethiopian Coffee. Następnie grał w Hawassa City SC, Adama City FC i ponownie EEPCo, w którym w 2018 zakończył karierę.

## Kariera reprezentacyjna
W reprezentacji Etiopii Tesfaye zadebiutował w 2003 roku.